# Polizeiruf 110: Aquarius
Aquarius ist ein deutscher Kriminalfilm von Edward Berger aus dem Jahr 2010. Es ist die 312. Folge innerhalb der Filmreihe Polizeiruf 110 und der zweite Fall für Hauptkommissar Alexander Bukow (Charly Hübner) und die LKA-Beamtin Katrin König (Anneke Kim Sarnau). Die Haupt-Gaststars dieser Folge sind Karl Kranzkowski, Hans-Uwe Bauer, Marie Gruber und Thomas Darchinger.
Bukow und König haben es dieses Mal gleich mit zwei Todesfällen zu tun, die fast zeitgleich geschehen und letztendlich sogar zusammenführen.

## Handlung
Maik Lehmann ist mit seiner Familie in einem Einkaufszentrum unterwegs, als ihm der Obdachlose Frank Dörner begegnet, der sich seltsam benimmt und letztendlich mit Geldscheinen um sich wirft. Lehmann kommt der Mann bekannt vor, sodass er ihn nach seiner Flucht aus dem Einkaufszentrum verfolgt. Er folgt ihm bis zu dessen Versteck am Warnowufer. Als er bemerkt, dass er auf etwas getreten ist, das sich als Mine herausstellt, ist es schon zu spät, die Detonation zerreißt ihn. Da er nicht wieder auftaucht, sucht Lehmanns Frau Claudia Rat im Polizeirevier.
Kommissar Bukow will sich des Falles annehmen, doch hindert ihn ein bedauerlicher „Unfall“ eines Kollegen daran. Rolf Schulte, seit zwei Jahren Hauspostbote im Polizeirevier und guter Freund Bukows, wird tot im Rostocker Hafen geborgen. Da in seiner Lunge aber nur Süßwasser nachzuweisen ist, steht fest, dass er ertränkt und erst dann in die Ostsee geworfen worden ist. Somit geht es um Mord, und Bukow und König nehmen zusammen mit ihren Kollegen Anton Pöschel und Volker Thiesler die Ermittlungen auf. Die Durchsuchung von Schultes Wohnung bringt überraschenderweise diverse Bundeswehr-Pistolen zutage. Auf einem über 30 Jahre alten Foto erkennt Bukow seinen Kollegen als Kampfschwimmer der Volksmarine zusammen mit Maik Lehmann, der am Vortag von seiner Frau als vermisst gemeldet worden ist.
Bukow muss von seinem Vorgesetzten erfahren, dass gegen ihn seit einiger Zeit eine Ermittlung wegen Korruption läuft und dass Katrin König deshalb in Rostock ist. Tatsächlich hat Bukow große Probleme. Dragan Nikolic, ein Gangster aus Berlin, dessentwegen  er dort weg und nach Rostock gegangen ist, hatte seinerzeit Bukows Sohn entführt, um ihn zur Mitarbeit für seine Machenschaften zu bewegen, nun fühlt Bukow sich abermals von ihm bedroht. Es gibt Anzeichen, dass Rolf Schulte als „Maulwurf“ ins Polizeirevier eingeschleust worden ist, denn Katrin König ertappte ihn dabei, wie er tatsächlich Daten ausspionieren wollte und dabei die Akte von einem Subocek auf ihrem Rechner geöffnet hatte. Zu welchem Zweck und für wen er dies tat, versucht die Ermittlerin herauszufinden. Diese Suche muss sie abbrechen, da nun – nach einer Woche – die Leiche von Maik Lehmann gefunden worden ist. Anhand der gefundenen Metallsplitter und des Zustands der Leiche steht fest, dass das Opfer auf eine Ufermine getreten ist. Diese Mine stammte aus Bundeswehrbeständen, wie die Waffen aus Schultes Besitz. Für die ermittelnden Beamten ist dies zunächst sehr rätselhaft, denn Schulte und Lehmann waren Kampfschwimmer der NVA der DDR.
So führen die Ermittlungen zu Aquarius, einem Verein von Kampfschwimmer-Veteranen, der von den Brüdern Heinz und Ulli Kowski geleitet wird. Insbesondere Heinz Kowski verfügt für einen ehemaligen DDR-Bürger über recht erhebliche Geldmittel. Zudem gehört ihm ein Luxushotel in Rostock, bei dem sein Bruder als Geschäftsführer angestellt ist und auch Maik Lehmann zusammen mit Rolf Schulte als Wachmann gearbeitet hatte. Des Rätsels Lösung ist ihre gemeinsame Vergangenheit. So waren die Vier zum Ende der DDR-Zeit als Bewacher für ein geheimes Lager der KoKo eingesetzt, in dem Waffen, Gold und Kunstgegenstände zu einem Millionenwert gelagert wurden. Heinz Kowski, der Anführer dieser Gruppe, verstand sich mittlerweile nicht mehr mit seinem Bruder, weshalb dieser das Gold aus ihrem „Raubzug“ für sich beiseite schaffen wollte. Dazu benutzte er den psychisch kranken Frank Dörner, der die Beute im Fluss versteckte und das Ufer mit einer Mine absicherte.
Obwohl Ulli Kowski den Obdachlosen kurzerhand erdolchte, damit er ihn nicht verraten konnte, kam sein Bruder Heinz ihm auf die Spur. Weil er seinem eher labilen Bruder so etwas nicht zugetraut hatte, fiel sein Verdacht anfangs auf Rolf Schulte, den er letztendlich auch tötete. Als ihm ein Licht aufging, schoss er wutentbrannt auf Ulli, musste aber fliehen, da die Polizei auf ihn aufmerksam geworden war. Bukow stellt Heinz Kowski und nimmt ihn fest. Auch das Gold kann geborgen und in Verwahrung genommen werden.

## Hintergrund
Nach der Ära des Polizeirufs aus Schwerin verlegte der NDR 2010 den Schauplatz für das neue Ermittlerteam Bukow und König nach Rostock.

## Rezeption

### Einschaltquote
Bei seiner Erstausstrahlung am 2. Mai 2010 erreichte diese Polizeiruf-Folge mit dem neuen Ermittlerduo aus Rostock 7,21 Millionen Zuschauer, was einem Marktanteil von 19,8 % entsprach.

### Kritik
Rainer Tittelbach von tittelbach.tv schrieb: „Wie bereits ‚Einer von uns‘ zeichnet sich ‚Aquarius‘ durch seinen wuchtigen Realismus aus, der dieses Mal noch eine Spur authentischer wirkt als der von den Zwängen eines Reihenauftakts nicht ganz freie Krimi von Eoin Moore. Charly Hübner macht da weiter, wo er als unter Korruptionsverdacht geratener Polizist aufgehört hat: kantig, kernig und sehr reduziert. […] Anneke Kim Sarnau stattet nach wie vor ihre etwas weniger glaubwürdig wirkende Figur mit einer großartigen psychophysischen Präsenz und einem Realismus der kleinen Geste aus, die banale oder allzu bedeutungsvolle Sätze sofort aushebelt.“
Focus hingegen befand: „Zu viel Sex, zu viel Blut, zu viele Sauereien – der ‚Polizeiruf‘ passt zum Sonntagabend wie Schnee in den Mai.“ Als Beispiel nennt er gleich die Eingangszenerie bei der „wie’s allein Fernsehlogik zu schaffen vermag, [ein Mann] auf die einzige Mine weit und breit [tritt]. Er fliegt in die Luft, seine beiden Beine bleiben auf dem Boden zurück. Vati schenkt der Kamera, während ihm viel Blut aus dem Mund quillt, noch einen Sterbensblick in Großaufnahme.“ Die Geschichte selbst findet Focus „im Grunde ganz in Ordnung.“
Jürgen Kirsch von Quotenmeter.de urteilte: Nach einem „vielversprechenden Auftakt […] [wird diese Polizeiruffolge] später dem hier gehegten Anspruch nicht gänzlich gerecht. […] Die fehlende Vertiefung in der Thematik [der DDR-Vergangenheit] mag bei dem Zuschauer Fragen aufwerfen, auf die der Film keine Antwort gibt. Im Vordergrund steht jedoch die Geschichte um Freundschaft, Verrat und Rivalität, die dafür aber plausibel erzählt wird. Gelungen ist es auch eine Erzählstruktur zu schaffen, die Spannung verspricht. […]  Der Kriminalfall ist zum Großteil der Spielzeit undurchschaubar, teils aber auch verwirrend. Kann man den historischen Kontext nicht genau einordnen, ist das in manchen Szenen ein Nachteil, auch wenn die Zusammenhänge später doch klarer werden.“ Abschließend meinte der Kritiker: „Letztlich überwiegt jedoch das Positive an diesem Film.“
TV Spielfilm befand, „der Fall um verschwundene Millionengelder ist verzwickt, aber spannend. Nur der Humor kommt diesmal etwas zu kurz.“ Der Film sei zwar „angestrengter und ernster, aber packend“.